# Wi-Fi

Wi-Fi logo

Wi-Fi, även stiliserat wi-fi eller wifi (engelska: [ˈwaɪfaɪ], svenska: [ˈwaɪfi:]), är en teknik för trådlösa nätverk. Det är ursprungligen ett handelsnamn lanserat av branschorganisationen Wi-Fi Alliance för att beskriva teknik baserad på standarder i familjen IEEE 802.11. Syftet med Wi-Fi är att genom tester och efterföljande certifiering garantera att produkter fungerar tillsammans. Numera används ofta begreppet som ett mer populärt och slagkraftigt sätt att beteckna trådlöst LAN ("WLAN") över IEEE 802.11-standarden. Det har visat sig vara tydligare att använda begreppet wifi än WLAN eftersom man då med svenskt uttal förhindrar sammanblandning med VLAN. Varumärkena Wi-Fi och Wi-Fi CERTIFIED ägs av Wi-Fi Alliance.

## Etymologi
Namnet Wi-Fi anses i vissa sammanhang snarare vara en ordlek på hi-fi, och inte en direkt förkortning av wireless fidelity (’trådlös naturtrogenhet’). Detta har även påpekats av Phil Belanger, som är en ursprunglig medlem av Wi-Fi Alliance, och som var med vid valet av namnet: "Wi-Fi står inte för någonting särskilt. Det är inte en akronym. Det finns ingen betydelse." Andra anser alltjämt att det är en direkt förkortning av wireless fidelity vilket också Wi-Fi Alliances egen marknadsföring vittnar om då de använt "The Standard for Wireless Fidelity" som slogan.

## Fördelar och nackdelar
Wi-Fi är den vanligaste tekniken för lokala trådlösa nät. Trådlösheten innebär att användare inte behöver dra och koppla kablar och enkelt kan flytta på sig inom täckningsområdet utan att kontakten bryts. Att kommunikationen sker med radiovågor betyder förstås större risk för störningar. Nivån på strålningen är avsedd att vara låg nog för att inte medföra risk för hälsoproblem.
Trådlösheten innebär samtidigt att trafiken lätt kan avlyssnas. Krypterad kommunikation kan inte nödvändigtvis avkodas, men kan lagras för senare försök till avkodning. Trådlös kommunikation kräver i allmänhet också mer energi, vilket förkortar batteritiden på bärbara datorer och dylikt.
Wi-Fi-tekniken bygger på billiga kretsar vilket gör användning av tekniken ekonomiskt acceptabelt för privatpersoner. Med Wi-Fi kan enheter som nyttjar nätverksåtkomsten röra sig mellan samordnade accesspunkter utan att förlora uppkoppling, vilket kallas roaming.
Olika Wi-Fi-nätverk i samma område stör varandra, till exempel i flerfamiljshus. Då flera nät använder samma kanal ökar antalet kollisioner och därmed minskar nätens prestanda. Felet avhjälps vanligen genom att man byter frekvens på ett av de trådlösa nätverken. Antalet tillgängliga frekvenser är ändå ändligt, vilket innebär att störningar är ofrånkomliga då många nät eller användare finns på samma område.
Wi-Fi har längre räckvidd än Bluetooth, ett annat vanligt trådlöst protokoll, och lämpar sig bättre för allmän kommunikation (Bluetooth används framförallt för att koppla enskilda kringenheter till en dator).
Genom att basstationen är nära har Wi-Fi större kapacitet än nätverk som bygger på mobiltelefonteknik (3G etc.); datatrafiken är i allmänhet mycket billigare än om trafiken gick via basstationer för mobiltelefoni. Nackdelen är behovet av en lokal basstation kopplad till Internet med annan teknik (t.ex. ethernet, DSL – eller 3G).
Det finns flera andra tekniker för trådlös datakommunikation, men hård- och mjukvaran för dessa är inte lika lättillgänglig, ofta är den dyrare och kräver specialkunskaper att ta i bruk.
Det är inte ovanligt att trådlösa hemnätverk har dålig säkerhet i form av ett svagt lösenord eller att lösenord saknas helt, eller att routern har säkerhetsluckor. Den dåliga säkerheten innebär bland annat att angripare kan använda internetuppkopplingen för att utföra illegala handlingar på nätet, attackera enheter i hemnätverket, spionera på internetverksamheten eller stänga ute användaren från sitt hemnätverk eller routers administrationsgränssnitt.

## Offentlig Wi-Fi
Offentliga wifi-accesspunkter är vanliga på restauranger, flygplatser, hotell, skolor och ibland även ute på gatan. Det upplevs av internetanvändare som ett bekvämt och smidigt sätt att surfa utan att behöva använda sin egen mobildata. En baksida med offentliga Wi-Fi är att det finns en förhöjd risk för att obehöriga kan avlyssna internettrafiken och internetanvändaren riskerar därmed att bli hackad på personlig information och att få skadlig programvara. Det förekommer att angripare sätter upp falska wifi-nätverk på offentliga platser med namn som ska få användarna att tro att nätverket är pålitligt. Ett sätt att undvika riskerna med offentliga nätverk är att använda det via en pålitlig VPN-tjänst.
En undersökning utförd av Internetstiftelsen under en treårsperiod visade att användandet av offentliga Wi-Fi minskat något; från 26 procent år 2017 till 22 procent år 2019. Internetstiftelsen uppger att tänkbara anledningar till detta kan vara medias rapportering om säkerhetsrisker med offentliga Wi-Fi, att det blivit enklare att använda mobilnätet på många platser och även när vi är utomlands samt att priset på mobildata kan ha inverkat. Personer i åldersgruppen 16–25 år använde offentliga Wi-Fi något oftare än andra åldersgrupper.